# Джудіт Резнік
Джу́діт Рє́знік (англ. Judith Resnik; 5 квітня 1949, Акрон, Огайо — 28 січня 1986) — американська астронавтка та дослідниця українського походження, діячка української діаспори. Загинула під час старту космічного корабля «Челленджер».

## Біографія
Батьки Джудіт Рєзнік —євреї, вихідці з України.
Навчалася в Університеті Карнеґі-Меллон (1970), університеті штату Меріленд (доктор наук).

## Космонавтика
Відібрана в кандидати на космічний політ в січні 1978 року.
Вперше побувала у космосі 30 серпня — 5 вересня 1984 року. Провела в польоті 144 години 57 хвилин. Облетіла Землю 96 разів.
Загинула під час старту місії STS-51-L, коли летіла вдруге — 28 січня 1986 року разом з екіпажем: командири Ф. Скобе та М. Шмідт, члени екіпажу М. Мак-Нейч, Е. Онізука, Г. Джарвіс, С. Мак-Ауліфф.
Входила до багатьох наукових товариств.

## Пам'ять
Нагороджена медаллю NASA та іншими відзнаками.
На честь Джудіт Рєзнік названо кратер на зворотній стороні Місяця та астероїд.